# Риушор
Риушор (рум. Râușor) — село у повіті Брашов в Румунії. Входить до складу комуни Миндра.
Село розташоване на відстані 175 км на північний захід від Бухареста, 50 км на захід від Брашова.

## Населення
За даними перепису населення 2002 року у селі проживали 456 осіб.
Національний склад населення села:
| Національність | Кількість осіб | Відсоток |
| -------------- | -------------- | -------- |
| румуни         | 440            | 96,5%    |
| цигани         | 8              | 1,8%     |
| угорці         | 7              | 1,5%     |

Рідною мовою назвали:
| Мова      | Кількість осіб | Відсоток |
| --------- | -------------- | -------- |
| румунська | 439            | 96,3%    |
| циганська | 9              | 2,0%     |
| угорська  | 7              | 1,5%     |